# Hypereteone barantollae
Hypereteone barantollae är en ringmaskart som först beskrevs av Fauvel 1932.  Hypereteone barantollae ingår i släktet Hypereteone och familjen Phyllodocidae. Inga underarter finns listade i Catalogue of Life.